# Atherigona albiarista
Atherigona albiarista este o specie de muște din genul Atherigona, familia Muscidae, descrisă de Shinonaga în anul 2000.
Este endemică în Vietnam. Conform Catalogue of Life specia Atherigona albiarista nu are subspecii cunoscute.